# Ilir Qela
Ilir Qela (* 3. Januar 2001 in Hannover) ist ein deutscher Fußballspieler, der als Stürmer eingesetzt wird.

## Karriere
Qela begann mit dem Fußballspielen beim TSV Havelse. Im Sommer 2016 wechselte er in die Jugendabteilung von Hannover 96. Für seinen Verein bestritt er 20 Spiele in der B-Junioren-Bundesliga, bei denen ihm vier Tore gelangen. Nach zwei Spielzeiten wechselte er zurück zu seinem Heimatverein nach Havelse. Nach 16 Einsätzen in der A-Junioren-Bundesliga, bei denen ihm  drei Tore gelangen, unterschrieb er im Sommer 2020 einen Vertrag für die erste Mannschaft, die in der Regionalliga Nord spielte. In der Saison 2020/21 gelang Qela mit seiner Mannschaft der Aufstieg in die 3. Liga nach zwei 1:0-Siegen über den 1. FC Schweinfurt 05. 
Am 14. Januar 2022, dem 21. Spieltag der Saison 2021/22, gab er sein Profidebüt bei der 0:1-Heimniederlage gegen den MSV Duisburg, wobei er in der 90. Spielminute für Kianz Froese eingewechselt wurde. Zu einem zweiten Drittligaeinsatz kam er noch bei der 2:3-Niederlage bei Eintracht Braunschweig am 32. Spieltag, als er ebenfalls in der Schlussphase eingewechselt wurde und in der 90. Spielminute den Treffer zum zwischenzeitlichen 2:2-Ausgleich erzielen konnte. Am Saisonende stieg er mit der Mannschaft wieder in die Regionalliga ab, wo er in der folgenden Saison 2022/23 in 24 Spielen zum Einsatz kam.
Zur Saison 2023/24 verließ er Havelse und schloss sich dem SV Babelsberg 03 in der Regionalliga Nordost an. Mit den Potsdamern erreichte er im ersten Jahr den 5. Platz und zog im Landespokal ins Finale ein, das gegen Energie Cottbus mit 1:3 verloren wurde.
Im Juli 2024 schloss sich Qela dem FSV Luckenwalde an, löste den Vertrag aber bereits im September 2024 wieder auf. Im Februar 2025 wechselte er zum Bremer SV, in die Regionalliga Nord. Er verließ den Verein aber bereits im folgenden Sommer.

## Erfolge
- Aufstieg in die 3. Liga: 2021 (mit dem TSV Havelse)